# Розумівка (Запорізький район)
Розу́мівка — село в Україні, у Долинській сільській громаді Запорізького району Запорізької області. Населення становить 1989 осіб. До 2016 року орган місцевого самоврядування — Розумівська сільська рада.

## Географія
Село Розумівка  розташоване за 9 км від Хортицького району міста Запоріжжя, на правому березі річки Дніпро, в місці впадання в неї річки Нижня Хортиця. Вище за течією на протилежному березі річки Нижня Хортиця на відстані 0,5 км розташоване село Нижня Хортиця, нижче за течією на відстані 7 км розташоване село Канівське, на протилежному березі — місто Запоріжжя. 
Поруч із селом пролягає автошлях територіального значення Т 0806. Найближча залізнична станція Дніпробуд II (за 11 км) на лінії Апостолове — Запоріжжя II.

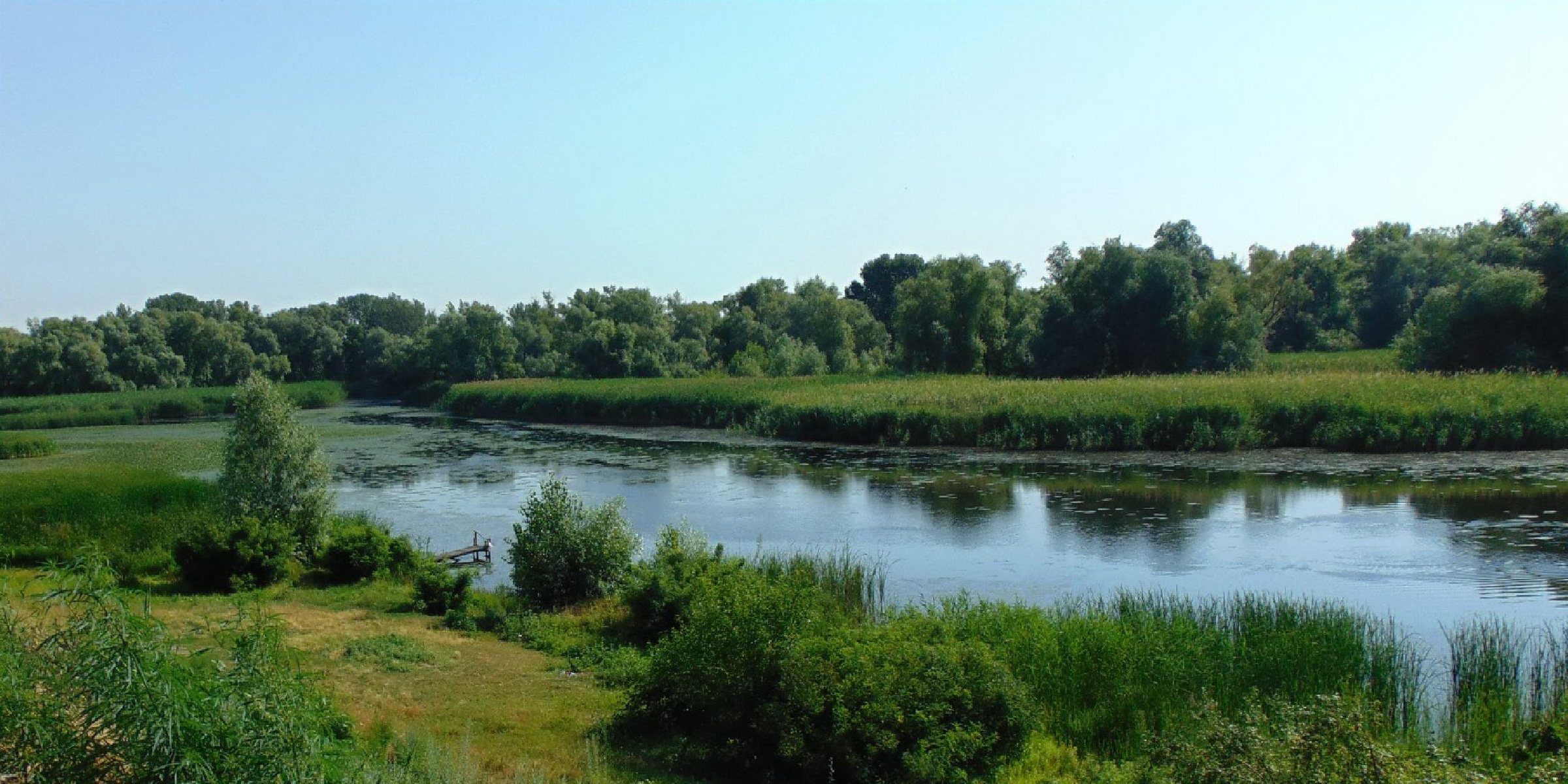
Плавневе озеро
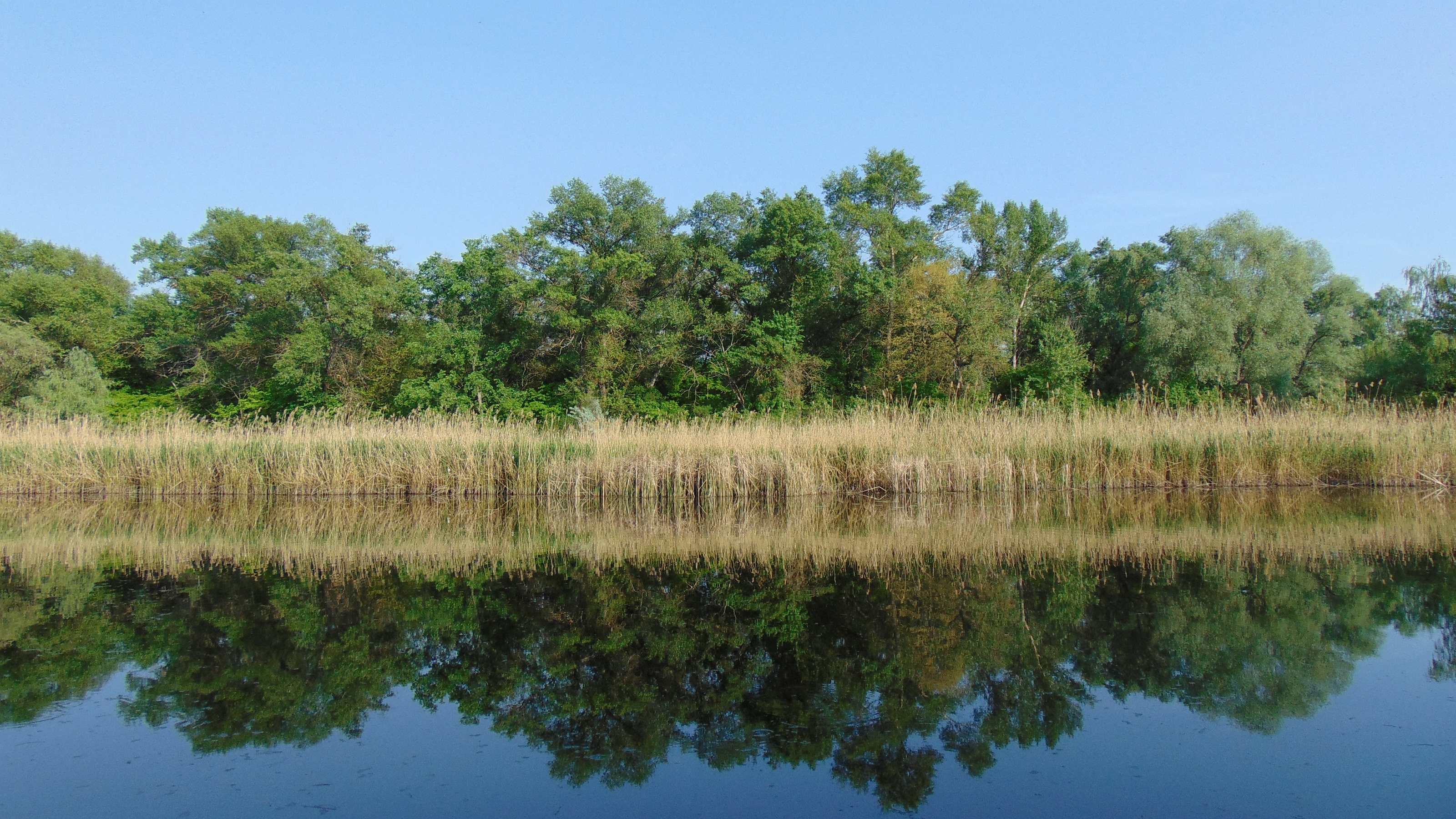
Архіпелаг Білаї
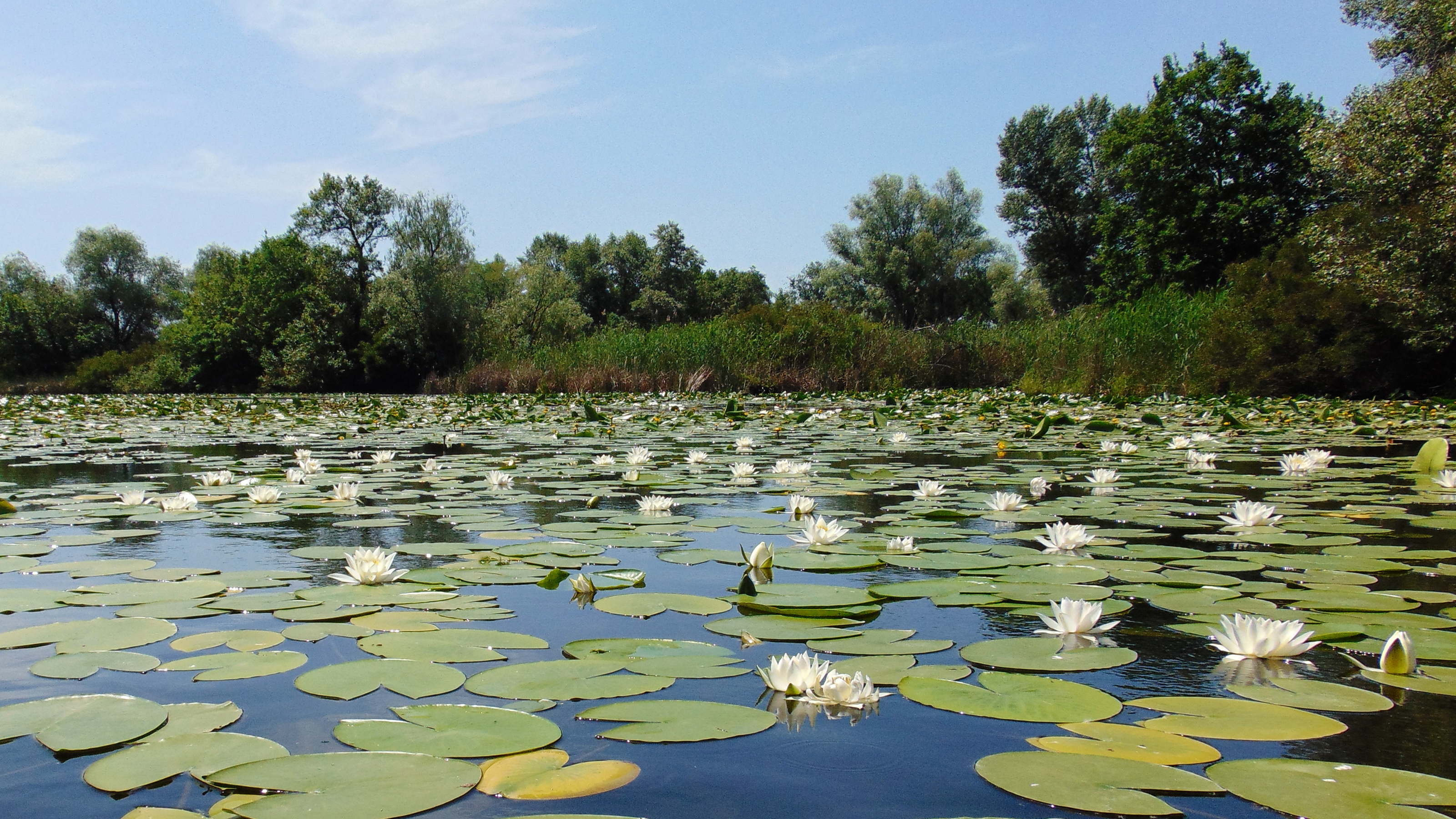
Зарості латаття білого

Уздовж узбережжя тягнуться так звані Дніпровські плавні — унікальний природний комплекс, представлений заплавними лісами, озерами, болотами та островами. Це залишки славетного Великого Лугу, який у 50-х роках минулого століття поглинуло Каховське водосховище.

## Історія
На околиці села Нижньої Хортиці в кургані розкопано 7 поховань доби бронзи (III—І тисячоліття до н. е.). На поселенні ранньослов'янської черняхівської культури досліджено напівземлянку і господарчу яму.
Станом на 1859 рік у власницькому селі Катеринославського повіту Катеринославської губернії мешкало 396 осіб (195 чоловічої статі та 201 — жіночої), налічувалось 74 дворове господарство.
Станом на 1886 рік у селі Біленської волості мешкало 509 осіб, налічувалось 88 дворових господарств, існували школа та лавка.
У 1908 році населення зросло до 1832 осіб (612 чоловіки та 539 — жінок), налічувалось 167 дворових господарств.
У Незалежній Україні
24 травня 2016 року, в ході децентралізації, Розумівська сільська рада об'єднана з Долинською сільською громадою.
4 грудня 2020 року з баржою, завантаженою щебнем, яку тягнув теплохід «Марія-1» трапилась надзвичайна подія, поблизу села Розумівка вона стала швидко набирати воду. Екіпажу не вдалось відкачати воду і капітан вирішив посадити судно на мілину, за 50 метрів від берега. Баржа так і досі перебуває на мілині.
12 серпня 2022 року, ввечері, російські окупанти завдали ракетних ударів не лише по Запоріжжю, а і по селу Розумівка.
20 червня 2023 року, вночі, російські окупанти завдали ракетного удару по селу Розумівка із застосуванням С-300, що призвело до руйнувань місцевого підприємства, яке спеціалізувалося на виробництві олії.
У травні 2025 року обрано переможця тендеру ТОВ «Віват Буд», яке зобов'язалося виконати роботи з будівництва підземної школи в селі на базі гімназії «Темп» за майже 70 млн гривень до кінця 2025 року.

## Населення

### Мова
Розподіл населення за рідною мовою за даними перепису 2001 року:
| Мова            | Кількість | Відсоток |
| --------------- | --------- | -------- |
| українська      | 1564      | 78,63 %  |
| російська       | 394       | 19,81 %  |
| вірменська      | 19        | 0,96 %   |
| білоруська      | 7         | 0,35 %   |
| болгарська      | 1         | 0,05 %   |
| грецька         | 1         | 0,05 %   |
| інші/не вказали | 3         | 0,15 %   |
| Всього:         | 1989      | 100 %    |

## Економіка
- ТОВ «Розумовське-Агро».
- Декілька баз відпочинку.

## Об'єкти соціальної сфери
- Гімназія «Темп».
- Дитячий садочок.
- Будинок культури.
- Сімейна амбулаторія.

## Пам'ятки
У селі біля будинку культури в братській могилі, на якій споруджений обеліск Слави та встановлені меморіальні дошки з іменами 192 загиблих воїнів, серед яких поховані відразу п'ять Героїв Радянського Союзу.

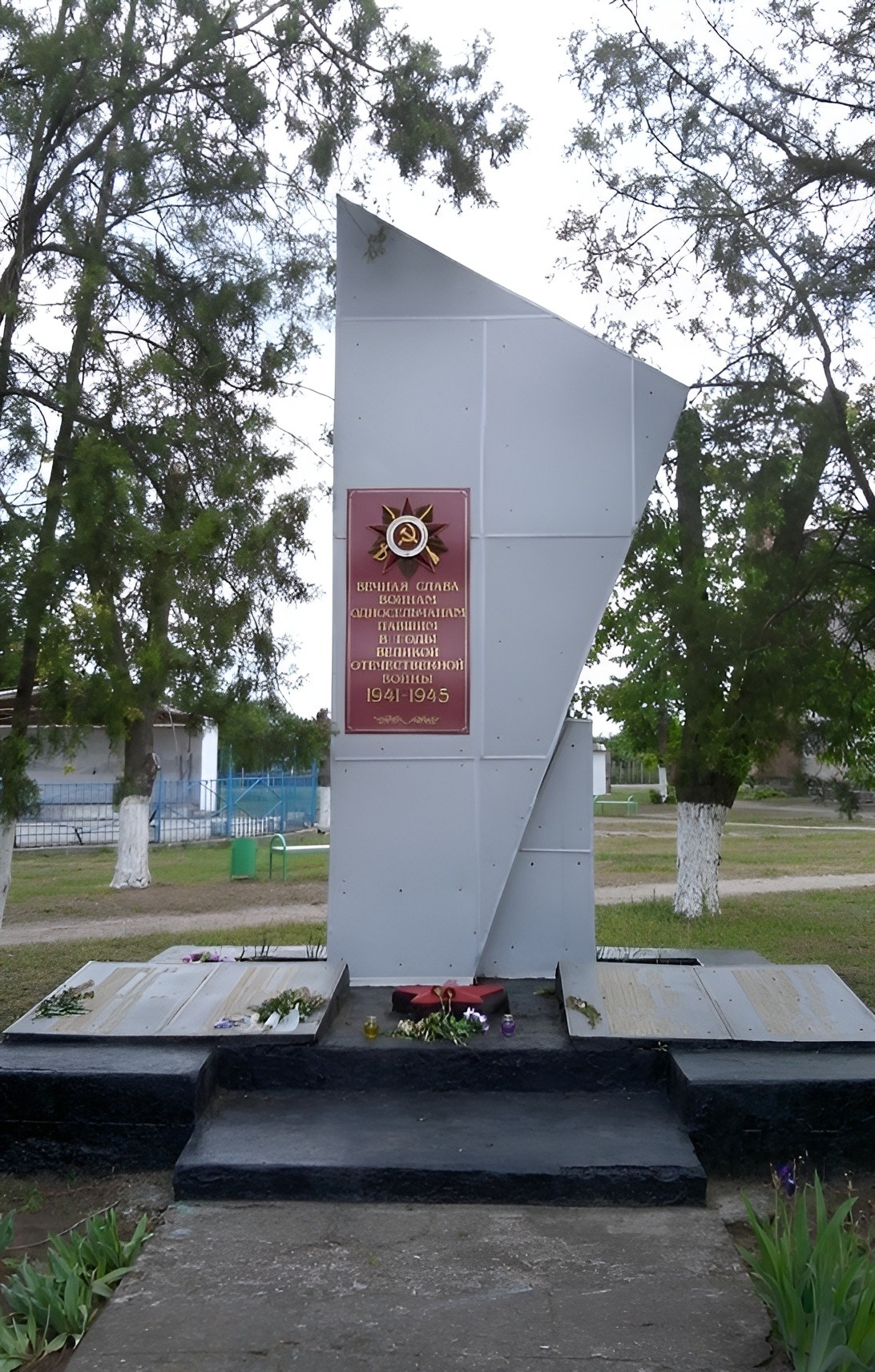
Пам'ятник воїнам-односельцям
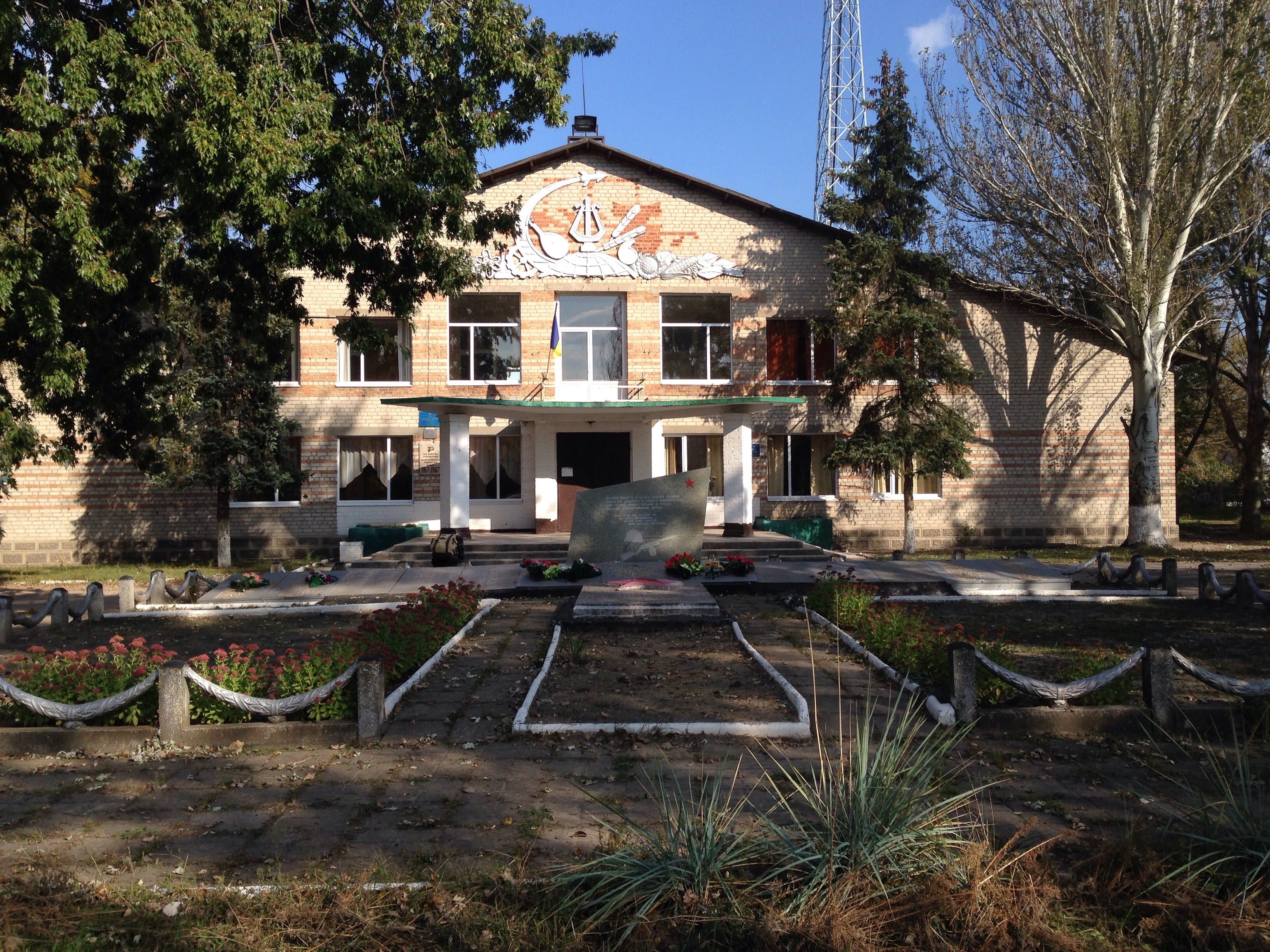
Братська могила радянських воїнів, партизанів та жертв фашизму
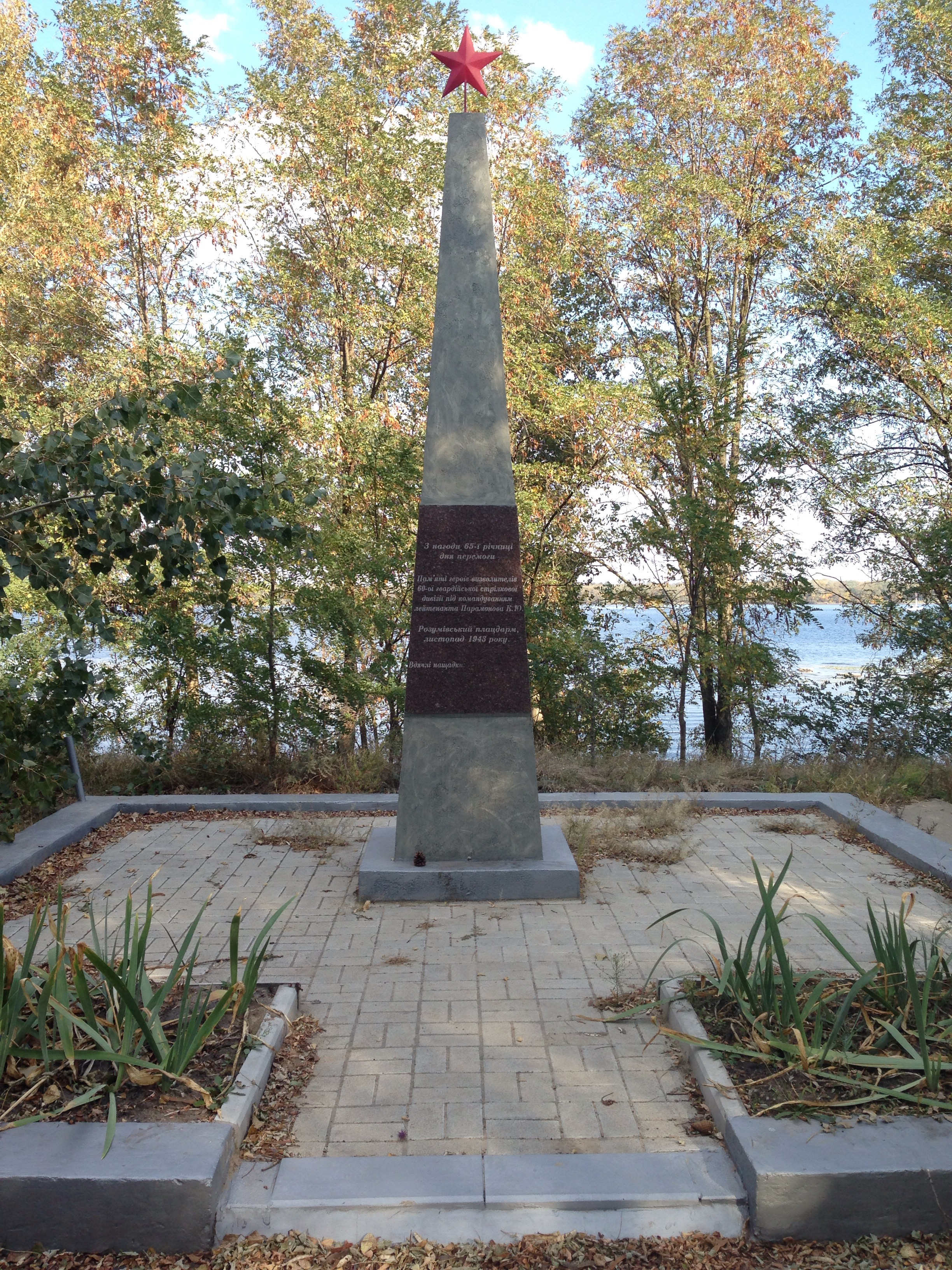
Пам'ятний знак на місці подвигу Героя Радянського Союзу Костянтина Парамонова

## Постаті
- Д'ячков Юрій Анатолійович (1980—2014) — солдат Збройних сил України, учасник російсько-української війни.
- Сулім Владислав Андрійович (01.08.1997—2022) — військовослужбовець Збройних сил України, учасник російсько-української війни[10].